# Nick Bjugstad
Nicholas Jay Bjugstad, detto Nick (Blaine, 17 luglio 1992), è un hockeista su ghiaccio statunitense.

## Palmarès

### Mondiali
- 1 medaglia:
  - 1 bronzo (Svezia/Finlandia 2013)